# Minami Yamanouchi
Minami Yamanouchi (japanisch 山ノ内　みなみ Yamanouchi Minami; * 21. Dezember 1992, Präfektur Fukushima) ist eine japanische Langstreckenläuferin.

## Sportliche Laufbahn
Erste Erfahrungen bei internationalen Meisterschaften sammelte Minami Yamanouchi bei den Asienspielen 2018 in Jakarta, bei denen sie im 5000-Meter-Lauf in 15:52,48 min den sechsten Platz belegte. Im Jahr darauf nahm sie im 10.000-Meter-Lauf an den Weltmeisterschaften in Doha teil und wurde dort in 32:53,46 min 19.

## Persönliche Bestzeiten
- 5000 Meter: 15:21,31 min, 28. April 2018 in Hiroshima
- 10.000 Meter: 31:16,48 min, 8. Dezember 2018 in Yamaguchi